# Praktiker
Praktiker è stata un'azienda tedesca di grande distribuzione specializzata nei settori del bricolage e del giardinaggio, con sede a Kirkel, nella regione tedesca Saarland. Si trattava del secondo venditore nel settore bricolage in Europa, Balcani e Russia e del quarto al mondo.

## Rete di vendita di Praktiker
Praktiker è fallita nel luglio 2013.
| Stato       | Prima apertura | Numero di negozi | Vendite (milioni di €) |
| ----------- | -------------- | ---------------- | ---------------------- |
| Germania    | 1978           | ca.100+          | 3.628,5                |
| Albania     | 2010           | 1                | 354,0                  |
| Turchia     | 1998           | 9                | 211,7                  |
| Grecia      | 2000           | ca.20            | 297,9                  |
| Romania     | 1996           | ca.33            | 327,1                  |
| Bulgaria    | anni 1990      | ca.33            | 327,1                  |
| Polonia     | anni 1990      | ca.33            | 327,1                  |
| Ungheria    | anni 1990      | ca.33            | 327,1                  |
| Ucraina     | 2007           | ca.10            | 327,1                  |
| Lussemburgo | 1978           | ca.100           | ca 1000+               |
| Moldavia    | 2009           | 1                | 354,0                  |